# Pyrochroa coccinea
Pyrochroa coccinea là một loài bọ cánh cứng trong họ Pyrochroidae. Con trưởng thành có thể đạt tới chiếu dài 20 mm long. 